# Gyrodactylus pungitii
Gyrodactylus pungitii är en plattmaskart. Gyrodactylus pungitii ingår i släktet Gyrodactylus och familjen Gyrodactylidae. Inga underarter finns listade i Catalogue of Life.